# Bukova guba
Bukova guba, trud ili kresiva guba (lat. Fomes fomentarius), je gljiva iz porodice Polyporaceae.

## Opis
Raste na mrtvim ili oslabljenim živim stablima listopadnog drveća, posebno se često sreće na bukvi. Plodonosno tijelo je konzolasto sa svijetlosivom debelom i jakom korom. Čvrsto prianja uz deblo, nije je lako ukloniti. Širine je do 50 cm i debljine do 25 cm. Gornja površina je koncentrično valovita, pokrivena tvrdom korom debljine do 2 mm i smeđe boje. Donja površina (himenij) je sivosmeđkaste boje, mekana je i tamni na dodir. Spore su ovalne bez izraštaja. Ispod kore je mrki dio koji se posebno pripremao i ranije koristio za paljenje vatre pomoću iskre nastale udarcem po komadu kremena. I danas se ponekad koristi u pčelarstvu za stvaranje dima koji smiruje i tjera pčele.

## Stanište
Parazitira na trulim stablima bukve, graba, topole.

## Ljekovitost
Ova je gljiva od davnine poznata kao ljekovita, spominje je još Hipokrat, te su njene osobine danas i znanstveno istražene i  potvrđene.
Koristi se i u kineskoj tradicionalnoj medicini a koristila su je i neka sjevernoamerička indijanska plemena.Nađena i kod  ledenog čovjeka, koji ju je vjerojatno koristio kao trud za paljenje vatre. Gljiva djeluje imunostimulirajuće i ima protuupalna svojstva, koristi se kod dijabetesa i povišenoga kolesterola, djeluje antivirusno, antibakterijski i antitumoralno, te potiče zacjeljivanje rana.

## Sastav
Energetska vrijednost 100g sušene gljive znosi 376 kcal. Na 100g organske tvari prisutno je bjelančevina 15 g, masti 3,5 g (od toga 1,2 g nezasićenih masti), ugljikohidrata 71 g (većina ugljikohidrata potiče od složenih polisaharida kao što su beta-glukani), te 2,1 g minerala. Sadrži vitamine B5 (pantotensku kiselinu) 2,7 mg, vitamin D 1,7 mg, vitamin B3 (niacin) 12,4 mg, B2 (riboflavin) 1,6 mg. Osim toga sadrži bakar 1,3 mg, željezo 13 mg, kalij 760 mg i selenij 14 µg.
Osim beta-glukana, sadrži i sterole ergosterol, fungisteron, isoergosteron kao i fomentarole A, B, C i D. Sa medicinskog aspekta veoma interesantni su i njeni mono-, seskvi- i diterpeni. Sadrži također fomentarnu kiselinu i steril-ester linolne kiseline. Sposobna je sintetizirati male količine prostaglandina iz linolne i arahidoične kiseline.

## Dodatna  literatura

### Knjige
- Hobbs,C.,Medicinal Mushrooms, Summertown 1995.
- Višnevskij, M. Lekarstvene gribi - boljšaja enciklopedija, Moskva 2014.

### Časopisi
- Zhang, Y., Xiao, Y., Wang, P., Liu, Q. (2014). Compositions and Anti-Tumor Activity of Pyropolyporus fomentarius Petroleum Ether Fraction in Vitro and in Vivo. PloS One. 9(10).
- Lee, S.O., Lee, M. H., Lee, E.O., Lee, H.J. (2019). Fomes fomentarius Ethanol Extract Inhibition of Cell Growth and Motility Induction of Apoptosis via Targeting AKT in Human Breast Cancer MDA-MB-231 Cells. International Journal of Molecular Sciences. 20(5).
- Gao H.L, Lei, L.S., Yu, Z.G., Chen. N.N., Wu S.G. (2009). Immunomodulatory Effects of Fomes fomentarius Polysaccharides: An Experimental Study in Mice. Journal of Southern Medical University. 29(3).
- Park., Y.M., Kim, I.T., Choi, J.W., Park, K.Y., Lee, J.D., Nam, B.H., Kim, D.G., Lee, J.Y., Lee, K.T. (2004). Anti-inflammatory and Anti-nociceptive Effects of the Methanol Extract of Fomes fomentarius. Biological and Pharmaceutical Bulletin. 27(10).